# Walther Wecke
Walther Wecke, auch Walter Wecke, (* 30. September 1885 in Nennhausen; † 16. Dezember 1943 in Gotha) war ein deutscher Polizeibeamter und Offizier, zuletzt General der Luftwaffe im Zweiten Weltkrieg.

## Leben und Wirken
Beförderungen
- 27. Februar 1905 Unteroffizier
- 22. Mai 1915 Feuerwerker-Leutnant
- 24. Juni 1919 Polizeileutnant
- 27. März 1920 Charakter als Feuerwehr-Oberleutnant
- 22. Mai 1920 Polizeioberleutnant mit RDA vom 22. September 1907
- 18. Juli 1921 Polizeihauptmann
- 1. April 1927 Polizeimajor
- 21. März 1933 Polizeioberstleutnant
- 13. September 1933 Polizeioberst
- 1. Januar 1934 Polizeigeneralmajor
- 1. Oktober 1935 Charakter als Generalmajor des Heeres
- 1. August 1938 Generalmajor
- 1. August 1940 Generalleutnant
- 1. Dezember 1942 General der Luftwaffe

### Jugend, Ausbildung und Erster Weltkrieg
Wecke war der Sohn eines Eisenbahners und Stationsvorstehers. Nach dem Besuch der Realschule in Rathenow, die er mit der Mittleren Reife verließ, trat er am 16. Oktober 1903 als Zweijährig-Freiwilliger in die 5. Batterie des Feldartillerie-Regiments „General-Feldzeugmeister“ (1. Brandenburgisches) Nr. 3 in Brandenburg an der Havel ein, wo er bis Ende September 1909 verblieb. Während dieser Zeit erfolgte am 27. Februar 1905 seine Beförderung zum Unteroffizier. Ferner absolvierte er in dieser Zeit eine Ausbildung zum Feuerwerker. Am 1. Oktober 1909 wurde Wecke zum Feuerwerker ernannt und arbeitete als solcher bis 4. August 1910 beim Munitionsdepot in Spandau, anschließend im Munitionsdepot Brandenburg an der Havel, vom 19. September bis 10. Oktober 1910 beim Munitionsdepot in Küstrin sowie daraufhin bis 22. August 1911 beim Munitionsdepot von Darmstadt. Anschließend war er vom 23. August 1911 bis 6. September 1913 bei der Geschützgießerei Spandau beschäftigt, von wo aus er am 7. September 1913 zum Munitionsdepot Neiße versetzt wurde. Dort verblieb er bis zum 2. August 1914.
Im Ersten Weltkrieg wurde Wecke als Feuerwerker-Leutnant der 5. Munitions-Kolonne dem VI. Armee-Korps zugeteilt. Am 5. Februar 1915 wechselte er innerhalb dieses Korps zur 1. Munitions-Kolonne über, wo er bis zum 4. Juli 1915 verblieb. Von dieser wurde Wecke am 5. Juli 1915 zur 12. Feldartillerie-Brigade abkommandiert. Zuvor hatte er am 22. Mai 1915 seine Beförderung zum Feuerwerkerleutnant erhalten. Am 16. Februar 1916 wurde er von der Front abgezogen und nach Magdeburg versetzt. Dort war er bis zum 12. März 1916 beim Artillerie-Depot eingesetzt. Zum 13. März 1916 wurde Wecke der Mörser-Batterie 45 zugeteilt, verließ diese jedoch bereits wenige Monate später und wurde vom 9. August 1916 bis 20. August 1916 erneut bei einem Munitionsdepot, dieses Mal in Erfurt, eingesetzt. Vom 21. August 1916 bis 28. März 1917 agierte Wecke als Feuerwerks-Offizier beim II. Bataillon des Reserve-Fußartillerie-Regiments Nr. 14 sowie in gleicher Funktion vom 29. März 1917 bis Ende Dezember 1918 beim I. Bataillon des Fußartillerie-Regiments Nr. 5.

### Weimarer Republik und Polizeikarriere
Nach der Demobilisierung seiner Einheit diente Wecke vom 1. Januar 1919 bis zum 24. Juni 1919 beim Feuerwerks-Laboratorium in Spandau. Während dieser Zeit agierte er gleichzeitig vom 6. Januar 1919 bis Ende Februar 1919 bei der Brigade Reinhard, mit der er sich an der Niederschlagung der revolutionären Unruhen unmittelbar vor den Berliner Märzkämpfen beteiligte.
Am 24. Juni 1919 trat Wecke in die Berliner Schutzpolizei ein, in der er der Polizeigruppe Nord zugeteilt wurde. Vom 22. September 1920 bis 22. Dezember 1920 besuchte er in diesem Rahmen die Höhere Polizeischule in Potsdam. Er wurde 1922 nach dem Mord an Walther Rathenau wegen Unterstützung von Angehörigen der Organisation Consul verhaftet und gehörte zu den Gründungsmitgliedern der Großdeutschen Arbeiterpartei, einer Tarnorganisation der in Preußen zu diesem Zeitpunkt verbotenen NSDAP.
In der Zeit der Weimarer Republik wurde Wecke nacheinander zum Polizeioberleutnant, Polizeihauptmann und Polizeimajor befördert. In den frühen 1930er Jahren kam Wecke in engen Kontakt mit den Nationalsozialisten, die er mit Informationen aus der Polizeiverwaltung versorgte. Im März 1932 stellte Wecke in Erwartung einer baldigen Regierungsübernahme der Nationalsozialisten Dossiers über einzelne Beamte der Preußischen Schutzpolizei zusammen, die vor allem Informationen über die ideologische Verlässlichkeit oder Unverlässlichkeit der betreffenden Personen enthielten. Im November 1932 trat Wecke, damals wiederum bei der Höheren Polizeischule Eiche tätig, offiziell in die NSDAP ein. Unmittelbar darauf übernahm er die Leitung der Fachgruppe Schutzpolizei in der Nationalsozialistischen Beamtenarbeitsgemeinschaft (NSBAG) in Berlin.
Am 5. Januar 1933 wurde Wecke – ein Ausdruck des Rechtsrucks in der Polizeibeamtenschaft – zum Vorsitzenden der Vereinigung Preußischer Polizeioffiziere gewählt. Wenige Wochen später spielte er in den Wirren um die Ernennung Hitlers zum Reichskanzler am 30. Januar 1933 eine bemerkenswerte Nebenrolle: Nachdem am 29. Januar 1933 das Gerücht in Berlin umgegangen war, der General Kurt von Schleicher und einige andere führende Männer im Reichswehrministerium würden einen Militärputsch planen, um die Bildung einer Regierung Hitler-Papen zu verhindern, erhielt Wecke in der Nacht zum 30. Januar von Hermann Göring den Auftrag sich bereitzuhalten, um notfalls das Regierungsviertel zum Schutz der Regierung gegen einen möglichen Angriff der Potsdamer Garnison zu sichern.

### Zeit des Nationalsozialismus
Unmittelbar nach der Bildung der Reichsregierung Hitler wurde Wecke vom neuernannten preußischen Innenminister Hermann Göring ins preußische Innenministerium berufen, um dort als Verbindungsmann zwischen der NSDAP und der Polizei zu fungieren. Zusammen mit Kurt Daluege wurde Wecke von Göring beauftragt, die Säuberung der preußischen Schutzpolizei im nationalsozialistischen Sinne durchzuführen, also alle gegen den Nationalsozialismus eingestellten Polizeioffiziere aus dem Offizierskorps der Schutzpolizei zu entfernen.
Ende Februar 1933 wurde Wecke das Kommando über eine auf Betreiben Görings zum Schutz der Reichsregierung gebildeten Polizeielitetruppe zur besonderen Verfügung übertragen. Die Einheit wurde zunächst nach ihrem Kommandeur als Abteilung Wecke z. b. V. bzw. Stabswache Göring bezeichnet. Später wurde sie erst in „Landespolizeigruppe Wecke z. b. V.“ (ab 17. Juli 1933) bzw. in „Landespolizeigruppe General Göring“ (ab 12. Januar 1934) umbenannt, bevor sie im September 1935 im Regiment General Göring aufging. Als besonderes Machtinstrument zur Absicherung der Stellung Görings wuchs der personelle Umfang der Gruppe unter Weckes Regie rasch an und erreichte schließlich eine Ist-Stärke von 6 Bataillonen. Untergebracht war die Einheit in einer Kaserne in der Berliner Friesenstraße, die vor allem in den ersten Monaten des Jahres 1933 zugleich als Folterstätte für politische Gegner diente, die von der Polizeibereitschaft und der SA hierhin verschleppt wurden. Seine Dienstauffassung brachte Wecke, der als knallharter "law-and-order"-Mann galt, auf die Formel: "Ne edle Seele hab' ich nicht, aber ich schaffe Ordnung".
Am 1. Februar 1933 wurde Wecke außerdem zum Präsidenten des Instituts für Technik und Verkehr der Preußischen Polizei ernannt.
Das Kommando über die Landespolizeigruppe behielt Wecke bis zum 5. Juni 1934 bei und gehörte vom 6. Juni 1934 bis Ende September 1935 zum Führungsstab der preußischen Landespolizei. Einem Brief Wilhelm Kubes an Kurt Daluege vom Juli 1934 zufolge war Wecke am 30. Juni 1934 an der Röhm-Affäre beteiligt, während der die Landespolizeigruppe die Sicherung des Preußischen Staatsministeriums und die Bewachung des unter Hausarrest gestellten Vizekanzlers Franz von Papen übernahm. Im Juli 1934 wurde Wecke einige Wochen lang mit der kommissarischen Leitung der SA-Obergruppe III (Berlin-Brandenburg) beauftragt, deren Führer Karl Ernst im Zuge der Säuberung exekutiert worden war.
Am 1. Oktober 1935 kehrte Wecke zum Heer zurück. An diesem Tag übernahm er die Leitung der Gruppe 3 der Heeres-Feldzeugmeisterei in München. Am 1. Oktober 1937 wechselte Wecke zur Luftwaffe. Dort übertrug man ihm das Amt des Kommandeurs der Reichsluftschutzschule in Berlin-Wannsee. Diese Position hielt er bis Ende Oktober 1939 inne. Im Anschluss hieran erfolgte seine Versetzung in die Slowakei, wo er vom 1. November 1939 bis Ende März 1943 als Kommandant der „Schutzzone Slowakei“ sowie als Kommandant des Luftwaffenübungsplatzes Malacky eingesetzt war.
Aufgrund seines schlechter werdenden Gesundheitszustandes wurde Wecke am 1. April 1943 von seinem Kommando entbunden und war bis Ende Mai 1943 mit dem Zusatz „zur Verwendung“ versehen. Wecke starb am 16. Dezember 1943 nach schwerer Krankheit im Luftwaffen-Lazarett Gotha.

## Auszeichnungen
- Slowakische Fliegerabzeichen
- Orden vom Slowakischen Kreuz
- Eisernes Kreuz (1914) II. und I. Klasse